# Brandklasse
Het begrip brandklasse kent twee betekenissen:
1. Brandbaarheid van materialen gebruikt in de gebouwde omgeving;
2. Aard en omvang van een brand wanneer deze plaatsvindt.

## Brandbaarheid van materialen gebruikt in de gebouwde omgeving

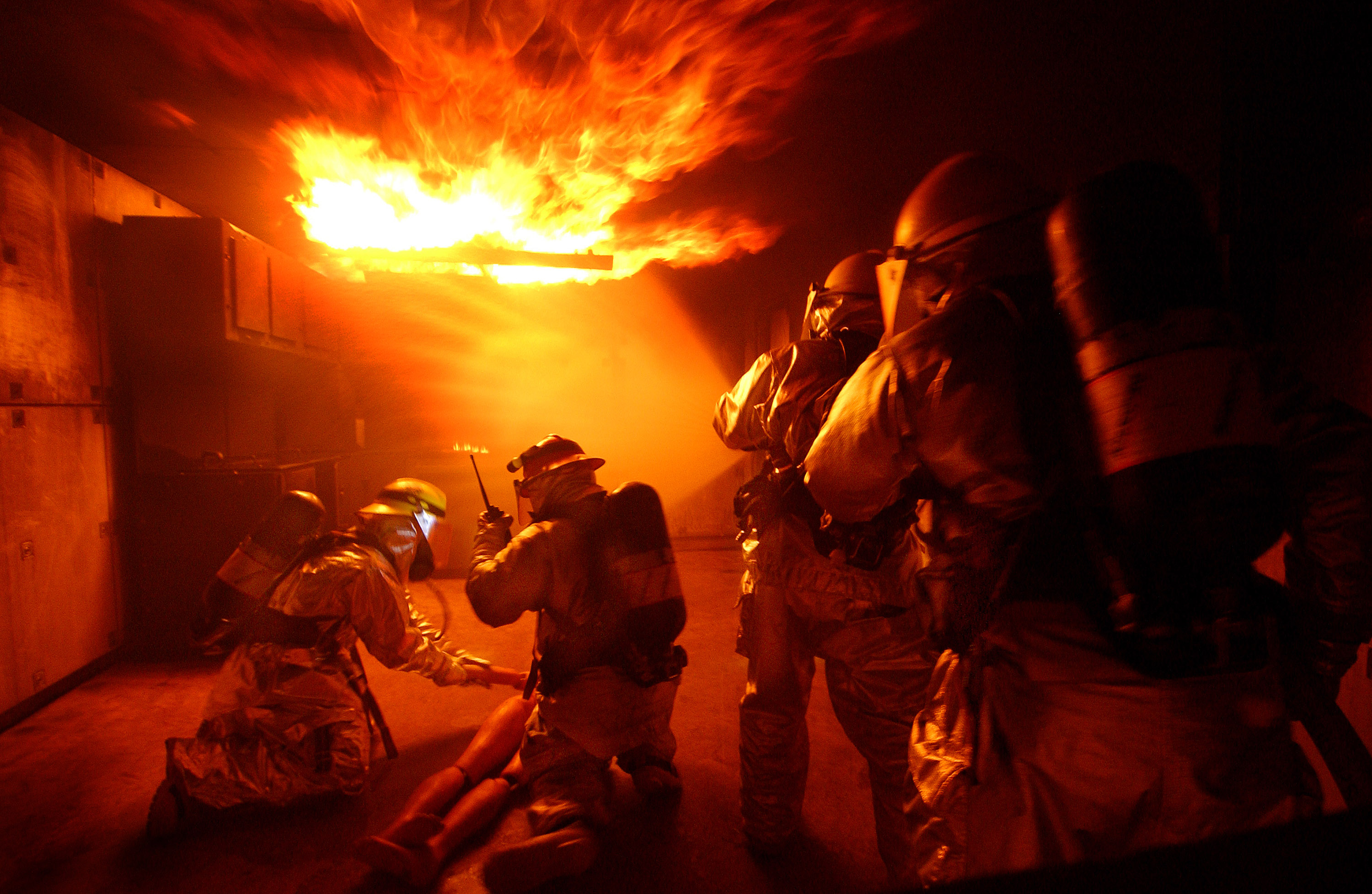
De Brandweer heeft het meest te maken met het bestrijden van branden. Zij kampen vaak met branden waarbij (te) veel brandbaar materiaal aanwezig is. In de bouw moet volgens wet- en regelgeving brandbare materialen worden beperkt.

In Nederland hanteerde men tot recent de brandklassen 1 tot en met 5. Hierbij is 1 het hoogst (het minst brandbaar en het meest bestand tegen brandontwikkeling) en 5 het laagst (extreem brandbaar).
In Europa en daarmee ook in Nederland is sinds 1 maart 2003 een algemene brandklassering opgesteld (EN13501-1) welke loopt van A (A1) tot en met F. A is de hoogst haalbare klassering welke inhoudt dat er sprake is van (bijna) onbrandbaar materiaal. F is extreem brandbaar. Daarnaast zijn ook de ontwikkeling van rook en brandende druppels meegenomen in de nieuwe klassering om ook de voortplanting van rook en de afgifte van druppelende vloeistoffen uit brandende materialen te kunnen beoordelen. Materialen die bijna onbrandbaar zijn, maar wel veel rook produceren scoren in de klassering dan ook slecht, hetgeen de veiligheid in gebouwen ten goede komt. De Europese klassering werkt met een aanduiding als volgt: Kn-sn-dn of Kn-sn,dn of Knsndn. Hierin staat de K voor de klasse, eventueel met een extra n = 1 of 2. De s (van smoke) staat voor de rookontwikkeling. De d (van drop of to drip) staat voor de druppelvorming. Bijvoorbeeld B-s1,d0 voor houten plafond afwerkingspanelen. De materialen die voldoen aan de klasse A mogen geen grote s-waarde of d-waarde hebben. De maximale waardes voor materialen die voldoen aan brandklasse A1 en A2 zijn dan A1-s0,d0 en A2-s1,d0. Materialen met een brandklasse A produceren dus tijdens een brand geen tot zeer geringe rookontwikkeling en geen druppelvorming.
Aspecten bij de beoordeling van materialen, ten behoeve van het vaststellen van de voor het materiaal geldende brandklasse, zijn o.m. (de mate van en de snelheid in):
- temperatuurstijging,
- massaverlies,
- vlamtijden,
- (horizontale) vlamuitbreiding,
- mate van branduitbreiding,
- totale calorische waarde,
- totale hitte-ontwikkeling,
- rookontwikkeling,
- totale rookproductie (uitgedrukt in de s-waarde),
- productie van vloeibaar of stroperig brandend product (uitgedrukt in de d-waarde).

### Tabellen brandklassen
Tabel brandklassen
| Europese klassering brandklassen | materiaalgedrag, bijdrage van de brand | praktijk beschrijving   |
| A1                               | geen enkele bijdrage                   | onbrandbaar             |
| A2                               | nauwelijks bijdrage                    | praktisch onbrandbaar   |
| B                                | zeer beperkte bijdrage                 | zeer moeilijk brandbaar |
| C                                | grote bijdrage                         | brandbaar               |
| D                                | hoge bijdrage                          | goed brandbaar          |
| E                                | zeer hoge bijdrage                     | zeer brandbaar          |
| F                                | slaagt niet voor klasse E              | zeer brandbaar          |

Tabel rookontwikkeling
| rookvorming, rookproductie (gevaar voor personen) |                  |
| s0                                                | geen rookvorming |
| s1                                                | Gering           |
| s2                                                | Gemiddeld        |
| s3                                                | Groot            |

Tabel druppelvorming
| druppelvorming, druppelproductie (gevaar voor personen en brandbare zaken) |                                                                       |
| d0                                                                         | geen productie van brandend product (in vloeibare of stroperige vorm) |
| d1                                                                         | delen branden korter dan 10 s                                         |
| d2                                                                         | delen branden langer dan 10 s                                         |

## Aard en omvang van een brand

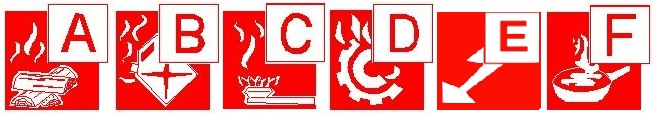
Brandklasse-symbolen

Onder een brandklasse verstaat men een groep van gelijksoortige branden, geordend naar de aard en omvang van de brandende stoffen.
Dit is in het bijzonder van belang voor de bestrijding van een brand met een brandblusser. De brandklasse wordt door middel van een pictogram en de desbetreffende letter op de brandblusser weergegeven.
De brandklassen zijn:
Klasse Ageeft aan dat het blusmiddel geschikt is voor het blussen van vaste stoffen, zoals hout, papier, textiel enz.
Klasse Bgeeft aan dat het blusmiddel geschikt is voor het blussen van vloeistoffen en vloeibaar wordende stoffen, zoals olie, benzine, vetten enz.
Klasse Cgeeft aan dat het blusmiddel geschikt is voor het blussen van gassen, zoals butaan, propaan en aardgas. (Let wel op bij het blussen van gassen dat u daarna de gastoevoer kunt afsluiten, anders krijgt u een gaswolk, die naderhand bij een ontstekingsbron kan exploderen.)
Klasse Dgeeft aan dat het blusmiddel geschikt is voor het blussen van brandbare metalen, zoals magnesium, aluminium, natrium, kalium, zirkonium, lithium enz.
Klasse EElektrische branden: Is eigenlijk klasse A/B brand, ontstaan giftige gassen, niet blussen met water of schuim. Indien mogelijk: uitschakelen elektriciteit. Wel blussen met CO2 of poeder. Deze klasse behoort in principe niet tot de verschillende brandklassen.
Klasse Fgeeft aan dat het blusmiddel geschikt is voor het blussen van zeer hete oliën en vetten, waarvan de hoeveelheid meer bedraagt dan 5 liter, men moet dan denken aan bijvoorbeeld grote frituurovens.
Klasse L
geeft aan dat het blusmiddel geschikt is voor het blussen van zeer hete Accu/Lithium, in bijv de elektrische auto 